# Staplehurst, Nebraska
Staplehurst är en ort i Seward County i delstaten Nebraska, USA.